# 卢文 (阿拉巴马州)
卢文（英文：Luverne），是美国阿拉巴马州下属的一座城市。面积约为15.65平方英里（约合40.52平方公里）。根据2010年美国人口普查，该市有人口2,800人，人口密度为178.95/平方英里（约合69.1/平方公里）。